# Manzana Postobón Team
Manzana-Postobón Team was een Colombiaanse wielerploeg die werd opgericht in 2016. De ploeg nam deel aan de continentale circuits van de Internationale wielerunie (UCI). In 2017 verkreeg de ploeg van de UCI een pro-continentale licentie.
Op 25 mei 2019 hield de ploeg op te bestaan na twee dopingschandalen die elkaar in korte tijd opvolgden.
Juan José Amador en Wilmar Paredes testten positief op epo en anabolen respectievelijk. Dat heeft de ploegleiding doen besluiten om per direct te stoppen met alle activiteiten.

## Team
- Hernán Aguirre (2016-2018)
- Juan José Amador (2017-opheffing team)
- Hernando Bohórquez (2016-2018)
- Jetse Bol (2017-2018)
- Jhojan García (2017-opheffing team)
- Sergio Higuita (2016-2018)
- Juan Sebastián Molano (2016-2018)
- Fernando Orjuela (2017-2018)
- Juan Felipe Osorio (2016-opheffing team)
- Wilmar Paredes (2017-opheffing team)
- Antonio Piedra (2017)
- Carlos Quintero (2019-opheffing team)
- Jhonatan Restrepo (2019-opheffing team)
- Aldemar Reyes (2017-opheffing team)
- Yecid Sierra (2016-opheffing team)
- Bernardo Suaza (2016-opheffing team)
- Ricardo Vilela (2017-2018)
- Juan Pablo Villegas (2016-2018)

### Grote rondes
| Jaar | Ronde van Italië   | Ronde van Italië | Ronde van Frankrijk | Ronde van Frankrijk | Ronde van Spanje   | Ronde van Spanje |
| Jaar | hoogste klassering | etappewinst      | hoogste klassering  | etappewinst         | hoogste klassering | etappewinst      |
| ---- | ------------------ | ---------------- | ------------------- | ------------------- | ------------------ | ---------------- |
| 2017 | geen deelname      | geen deelname    | geen deelname       | geen deelname       | 37e Hernán Aguirre |                  |

- Library of Congress Control Number: no2013101514
- Virtual International Authority File: 305283264